# Clinton (Maine)
Clinton – miasto w Stanach Zjednoczonych, w stanie Maine, w hrabstwie Kennebec.